# Point Cires
Point Cires, en arabe بونتا سيريس (Punta Siris), en espagnol Punta Cires, est un ensemble de deux îlots marocains situés dans le détroit de Gibraltar, à cent-trente mètres de la côte, tout près du port Tanger Med et faisant partie de la région de Tanger-Tétouan. Ils sont situés approximativement à cinq kilomètres à l'ouest de l'îlot Persil dont la souveraineté est disputée entre le Maroc et l'Espagne.
L'un des îlots abrite un phare.